# 後藤正三
後藤 正三（ごとう しょうぞう、1947年11月2日 - ）は、日本の実業家。伊勢湾海運代表取締役社長や、東海港運協会会長を務めた。中部地方整備局長表彰受賞。

## 人物・経歴
愛知県出身。1971年慶應義塾大学法学部卒業、伊勢湾海運入社。1997年伊勢湾海運新日本製鐵事業部長。2001年伊勢湾海運取締役。2006年伊勢湾海運常務取締役。2010年伊勢湾海運代表取締役専務（鉄鋼・新日本製鐵・輸入事業部・東海支店統括）。
2011年伊勢湾海運代表取締役社長。2012年東海港運協会副会長。2014年東海港運協会会長。2021年辞職。2022年「海の日」海事関係功労者表彰中部地方整備局長表彰受賞。